# سن-آندره-لو-بوشو
سن-آندره-لو-بوشو (به فرانسوی: Saint-André-le-Bouchoux) یک کمون در فرانسه است که در Canton of Châtillon-sur-Chalaronne واقع شده‌است.

## خصوصیات
سن-آندره-لو-بوشو ۹٫۵ کیلومترمربع مساحت و ۳۰۷ نفر جمعیت دارد و ۲۶۸ متر بالاتر از سطح دریا واقع شده‌است.